# Fluminispora ovalis
Fluminispora ovalis är en svampart som beskrevs av Ingold 1958. Fluminispora ovalis ingår i släktet Fluminispora och familjen Helotiaceae.   Inga underarter finns listade i Catalogue of Life.